# جو لتز
جو لتز (انگلیسی: Joe Letz؛ زادهٔ ۲۶ اکتبر ۱۹۸۰) طبل‌زن اهل ایالات متحده آمریکا است.